# TT283
Le tombeau thébain TT 283 est situé à Dra 'Abou el-Naga', une partie de la nécropole thébaine, sur la rive ouest du Nil, en face de Louxor.
C'est le lieu de sépulture de Roma, également appelé Roy, grand prêtre d'Amon, qui a vécu pendant la XIXe dynastie, sous les règnes de Ramsès II et Mérenptah. 